# Andrea Schiavone
Andrea Meldolla, também conhecido como Andrea Schiavone, Andrea Lo Schiavone, Lo Schiavone ou Il Schiavone (c. 1510/1515–1563) foi um pintor e produtor de água-forte italiano do Renascimento nascido onde hoje é a Croácia mas que viveu e morreu em Veneza.
Meldolla nasceu na cidade de Zara, na Dalmácia, agora Zadar, na Croácia, sendo que sua família era originária da pequena cidade de Meldola, perto da cidade de Forlì, em Romagna. Estudou em Zara ou em Veneza, possivelmente com Parmigianino ou Bonifazio de Pitati.
Influenciou  Ticiano, Tintoretto e Jacopo Bassano, entre outros. De acordo com Giorgio Vasari, em sua obra Vidas, seus trabalhos chocaram alguns de seus contemporâneos e estimulou outros, realizando uma síntese entre Rafael e Ticiano. Seu trabalho em água-forte influenciou Jacques Bellange, Giovanni Benedetto Castiglione e Rembrandt.